# Pucciniastrum epilobii
Pucciniastrum epilobii är en svampart som beskrevs av G.H. Otth 1861. Pucciniastrum epilobii ingår i släktet Pucciniastrum och familjen Pucciniastraceae.   Inga underarter finns listade i Catalogue of Life.

## Källor

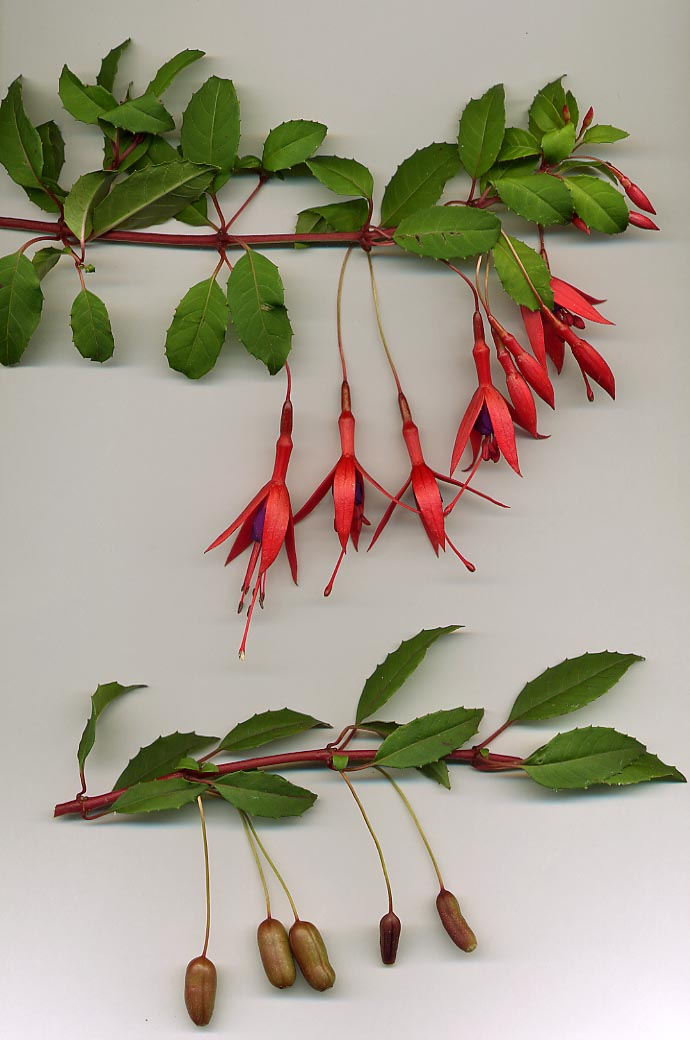